# 土層

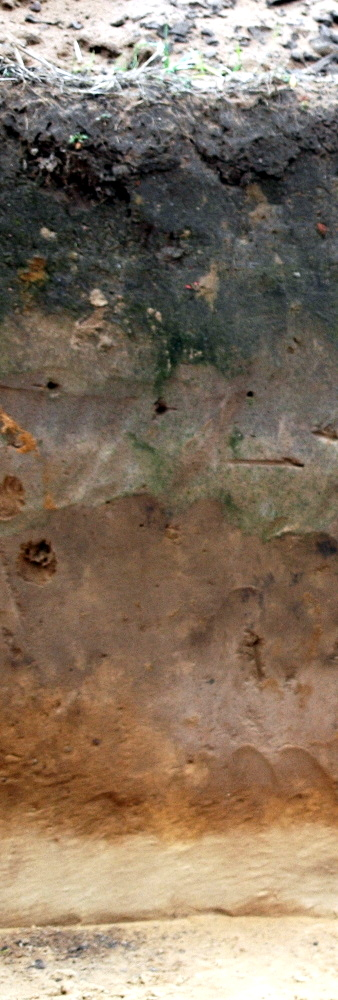
土壤剖面，顯露出數層不同顏色的土層。

土層（soil horizon）又稱土壤层、土壤发生层、土壤化育層，是大致平行於土壤的層，其物理特性不同於上面和下面的層。地平線在大多數情況下由明顯的物理特徵（主要是顏色和紋理）來定義。這些可以以絕對術語（例如紋理的粒度分佈）和相對於周圍材料（即，比上面和下面的層位“更粗糙”或“更陡峭”）的術語描述。
層位（horizon）於複合詞中簡稱層，是依土壤的特性與其年代的不同而將其分為若干層序，並建立形成其在地質年代的地位。土壤分化為明顯的層位，主要是源自土壤—大氣界面的影響，如空氣，水，太陽輻射和植物材料。由於土壤的風化首先發生在表面並向下工作，最上層已經改變最多，而最深層最類似於原始母材料。
科學家經常挖一個大洞，稱為土坑（有時幾米深，大約一米寬），以暴露土壤層進行研究。
將一組層位從地面暴露於母岩的垂直部分稱為土壤剖面。大多數土壤，特別是在溫帶氣候下，符合類似的一般層位模式，在圖表中通常表示為“理想”土壤。此外，許多亞熱帶和熱帶地區有土壤，如氧化物溶液或乾旱與“理想”的土壤有非常不同的地平線，或根本沒有地平線。

## 土壤剖面的例子
|  | O）有機質層：植物殘渣的枯枝落葉層，上部通常相對未分解，但下部可能受到強烈的分解。 A）表土層、洗出層：含有最多有機質和微生物的地方。另外，由於風化，形成並積累氧化物（主要是氧化鐵）和黏土礦物。它具有明顯的土壤結構。但在某些土壤，黏土礦物、鐵、鋁、有機化合物、和其他組分是可溶的和向下移動。土層也可能是土壤生物擾動和表面過程相結合的結果，這些過程從生物堆積的表土中篩出細顆粒。A 層底部，殘留無法溶解的物質，呈現灰白色。 B）底土層、澱積層、洗入層：該層的有機質通常比A層低，因此其顏色主要來源於鐵氧化物。由於風化，鐵氧化物和黏土礦物積累。在物質從表土向下移動的土壤中，這是它們積聚的層。黏土礦物，鐵，鋁和有機化合物的積累過程被稱為“洗入作用”。B層通常具有土壤結構。 C）風化層：剛風化岩石層。該層含有豐富礦物質，如 CaCO3。 R）底岩層、基岩層：R層表示土壤剖面底部的部分風化或未風化基岩層。與上述層不同，R層主要由硬岩的連續品質（而不是巨石）組成，這些堅硬岩石無法用手挖掘。 |

## 土壤層位的種類
存在幾種土壤水平分類系統。最著名和廣泛使用的是A-B-C系統，在19世紀後期在黑土的描述中首次在俄羅斯使用瓦西里·多庫恰耶夫。 存在其他系統，包括三角座標分類法採用的診斷層位系統 和世界土壤資源分類系統參考庫等。
在最根本的層面上，可以在“礦物土壤層位”和“有機土壤層位”之間進行區分。兩類地平線之間的主要區別在於它們的土壤材料的性質：或許顯然，礦質土壤層位由礦物土壤材料控制，而有機土壤層位由有機土壤材料控制。土壤材料是風化岩石或冰川漂移的產物，而有機土壤材料是有機物如植物和動物的分解產物。

## 礦物土壤的診斷表面層位
表面層通常表現為圓形顆粒結構，其表現出相對較大的大顆粒（直徑為0.25 至 5 mm）由較小的小顆粒（2 至 250 µm）組成的層次結構。
後者又由微小的黏土和有機物組成，其尺寸僅為幾微米。您可以通過選擇土壤中的幾個最大聚集體並輕輕地將它們粉碎成許多較小尺寸的碎片，來輕鬆地證明這種聚集體系的存在。你會發現，即使最小的土壤斑點通常不是單個粒子，但可以摩擦成更小的粒子的泥沙，黏土和腐殖質的層位。在聚合層級中的每個級別，不同的因素負責將子單元綁定在一起。